# Сад бузків Національного ботанічного саду імені Миколи Гришка НАН України

Квиток до ботанічного саду. Травень 2009

Сад бузків (сирингарій) — декоративна колекційно-експозиційна ділянка Національного ботанічного саду імені Миколи Гришка НАН України (НБС), своєрідна візитна картка НБС.

## Історія та розташування
Будівництво Сирингарію розпочалося в 1948 році за проєктом і безпосереднім керівництвом ландшафтного архітектора професора Леоніда Рубцова. Сьогодні куратор колекції бузків к.б.н. Горб Василь Кузьмич. В основу створення покладене регулярне планування, яке уможливило раціональне розташування на порівняно невеликій території значної кількості сортів, сприяє зручному їх огляду, забезпечує рівномірне розміщення відвідувачів під час квітування бузків. 
Розташований Сирингарій на різнопологому правобережному дніпровському схилі у вигляді великого різнобарвного квітника перед Видубицьким монастирем. З найвищого місця відкривається панорама на Сирингарій, Дніпро та задніпровські новобудови, Видубицький монастир.
Площа Саду бузків становить 2,45 га.

## Колекція бузків

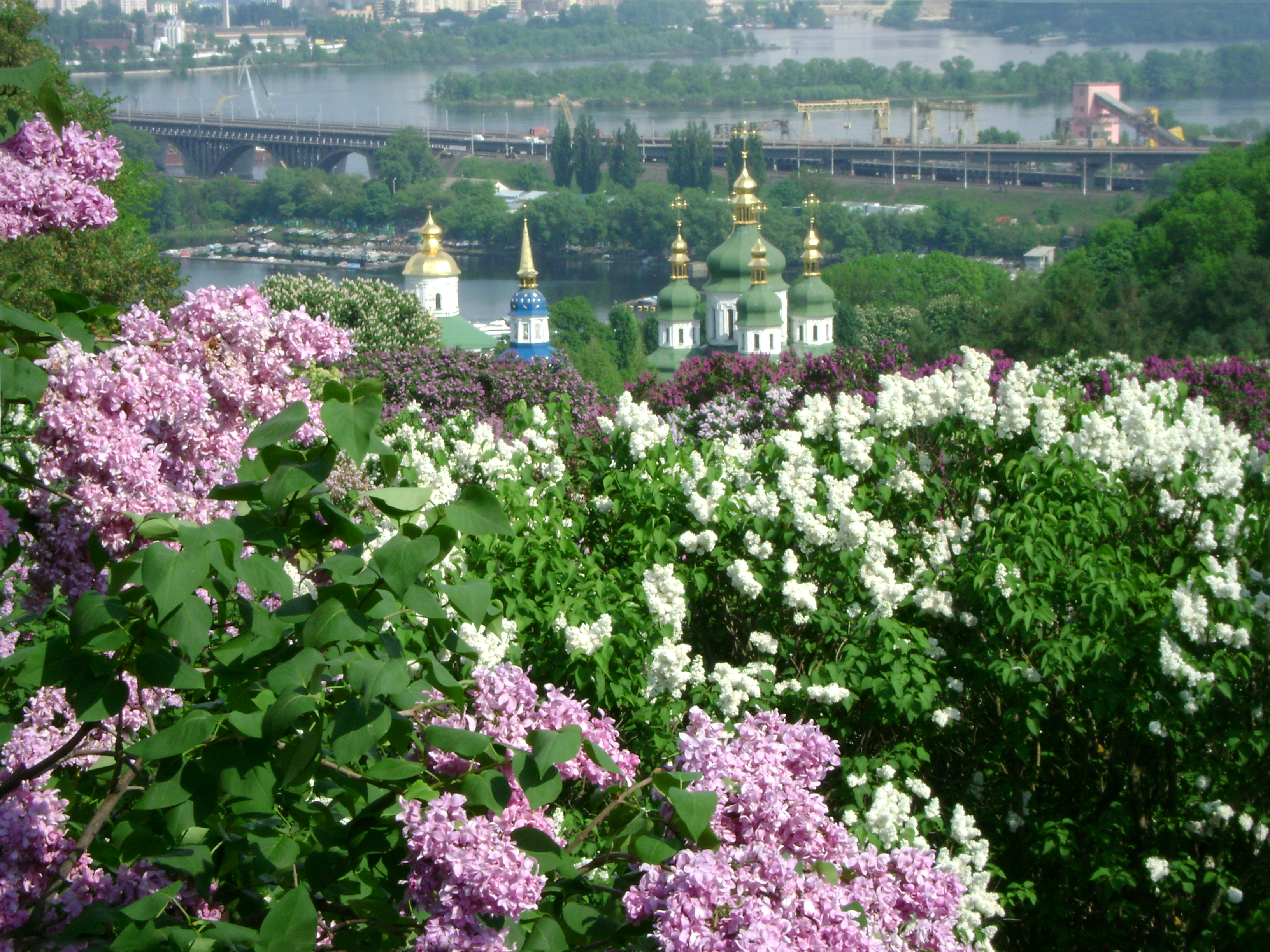
Бузкова алея, вид на Видубицький монастир

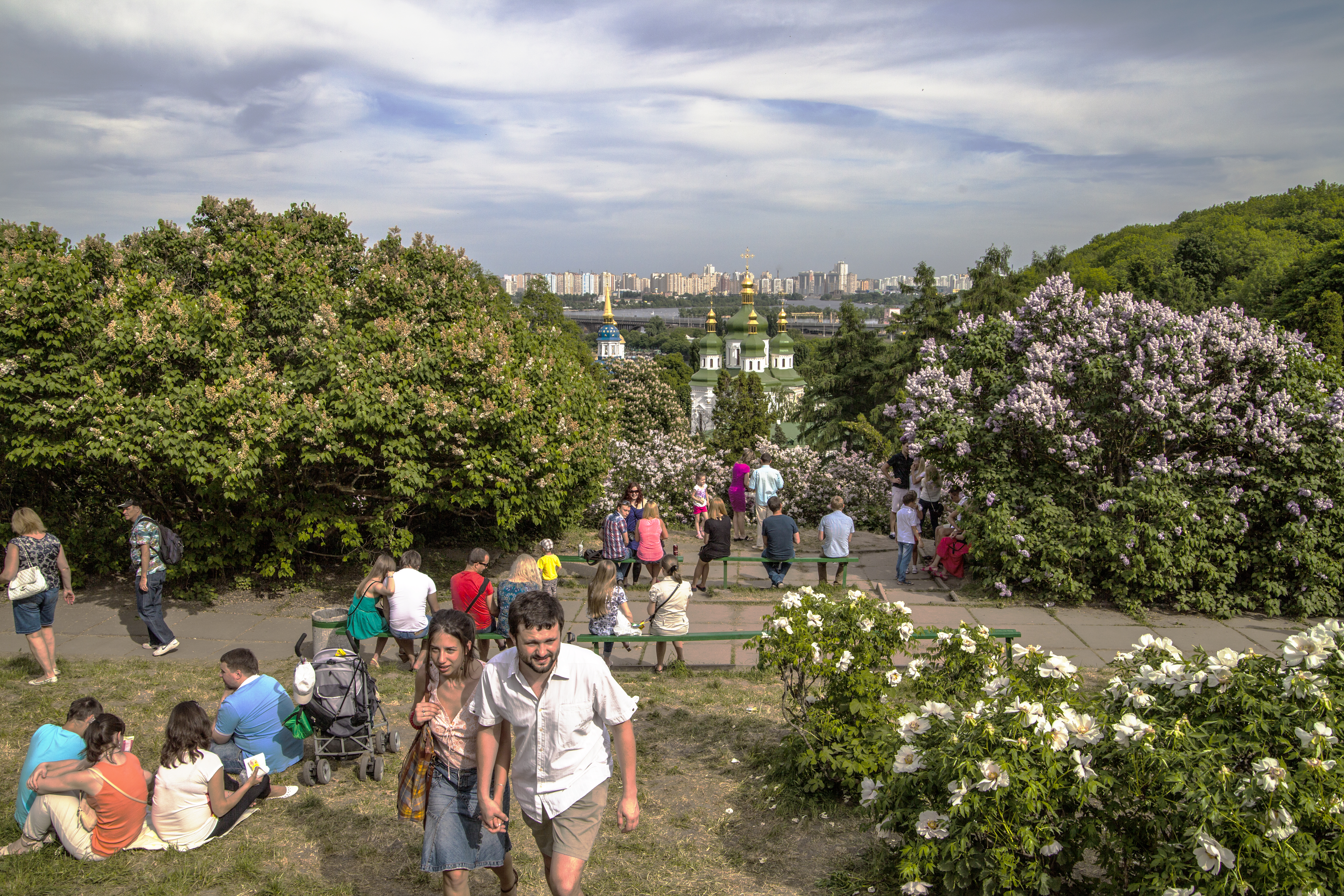
Бузкова алея

Перші сорти бузків звичайного (Syringa Vulgaris L.) і широколистного (Syringa oblata Lindl.) французької, німецької та американської селекції завезли в 1946 році з Німеччини. Саме ці сорти (30 найменувань) склали основу колекції, яка постійно зростала і зростає за рахунок нових сортів, що виводять в країнах Європи, Америки і Середньої Азії.
Колекцію бузків Сирингарію НБС складають:
- 21 вид (з 28 існуючих в природі),
- близько 90 сортів,
- більше ніж 90 декоративних гібридів селекції НБС,
- близько 1500 кущів.

Селекційну роботу з бузками розпочали в 1957 році, результатами якої нині є сорти: «Богдан Хмельницький», «Тарас Бульба», «Вогні Донбасу», «Полтава», «Рожева хмара» селекції Леоніда Івановича Рубцова, «Леся Українка» та 8 високодекоративних спонтаних гібридів, які згодом набудуть статусу сорту селекції Василя Кузьмича Горба.
Сирингарій НБС за видовим і сортовим багатством колекції є другим у світі, проте є неперевершеним у світі за витонченістю планування, за пишністю кущів та надзвичайно рясним щорічним квітуванням і красою пейзажів, що його оточує.

## Галерея

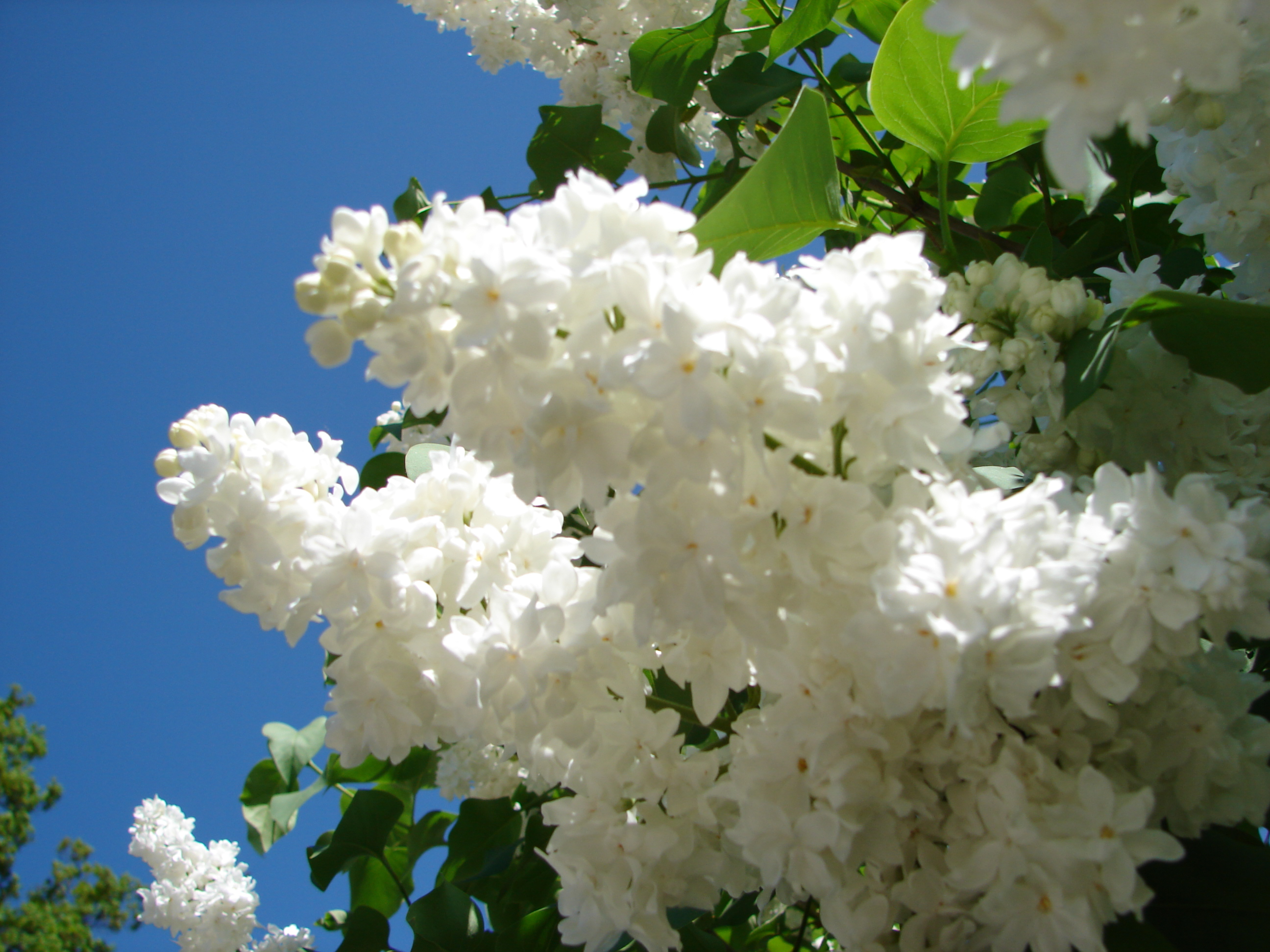
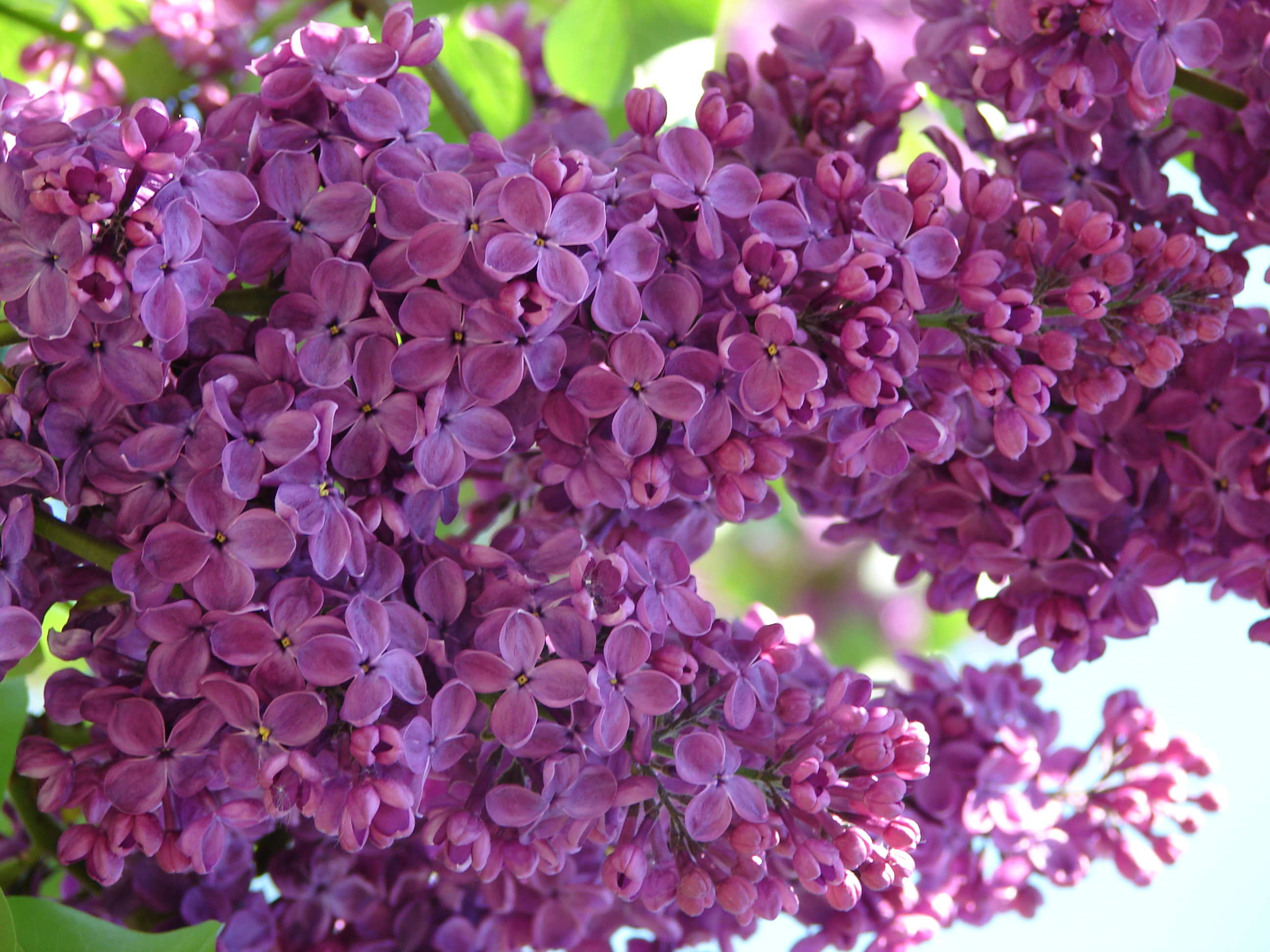
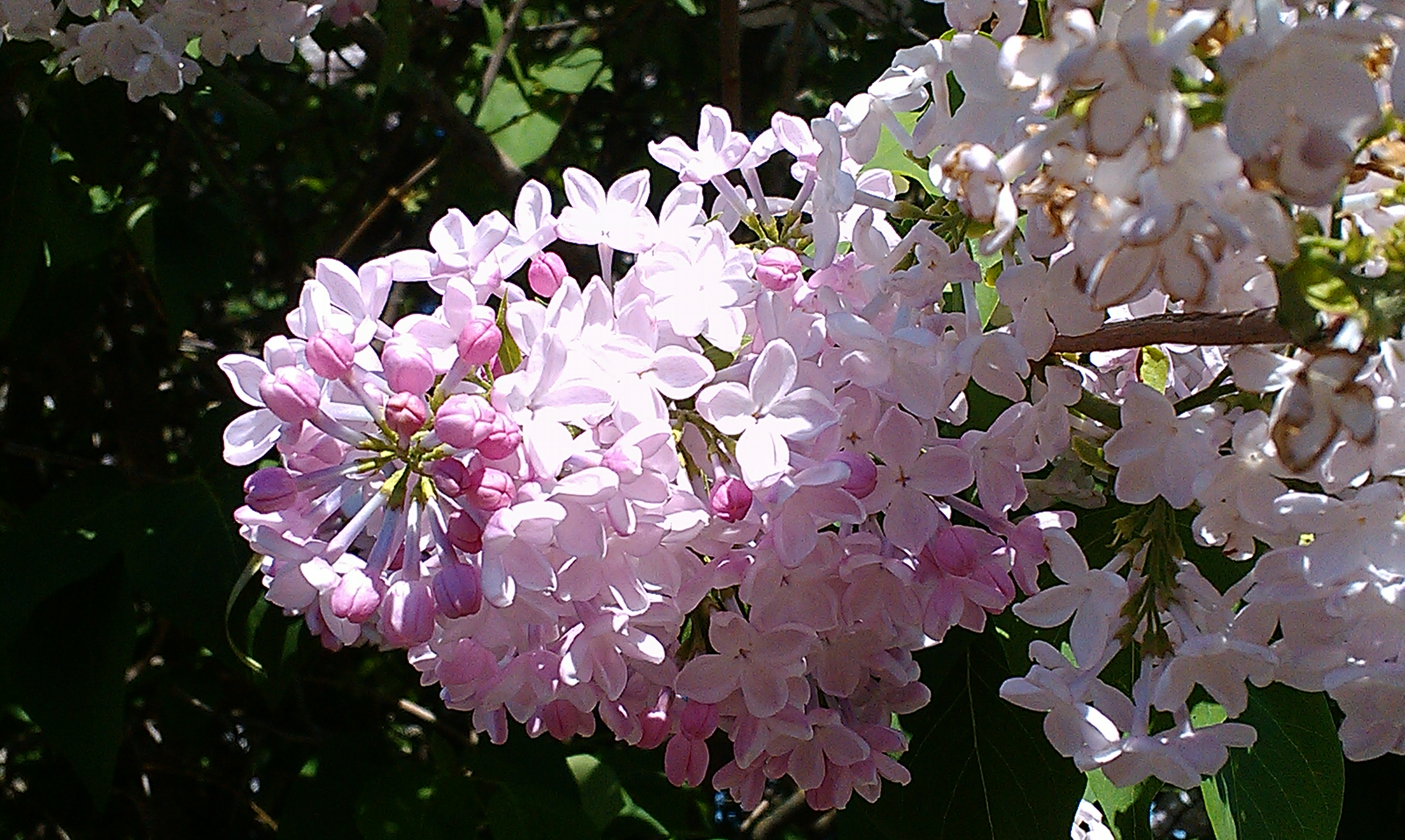
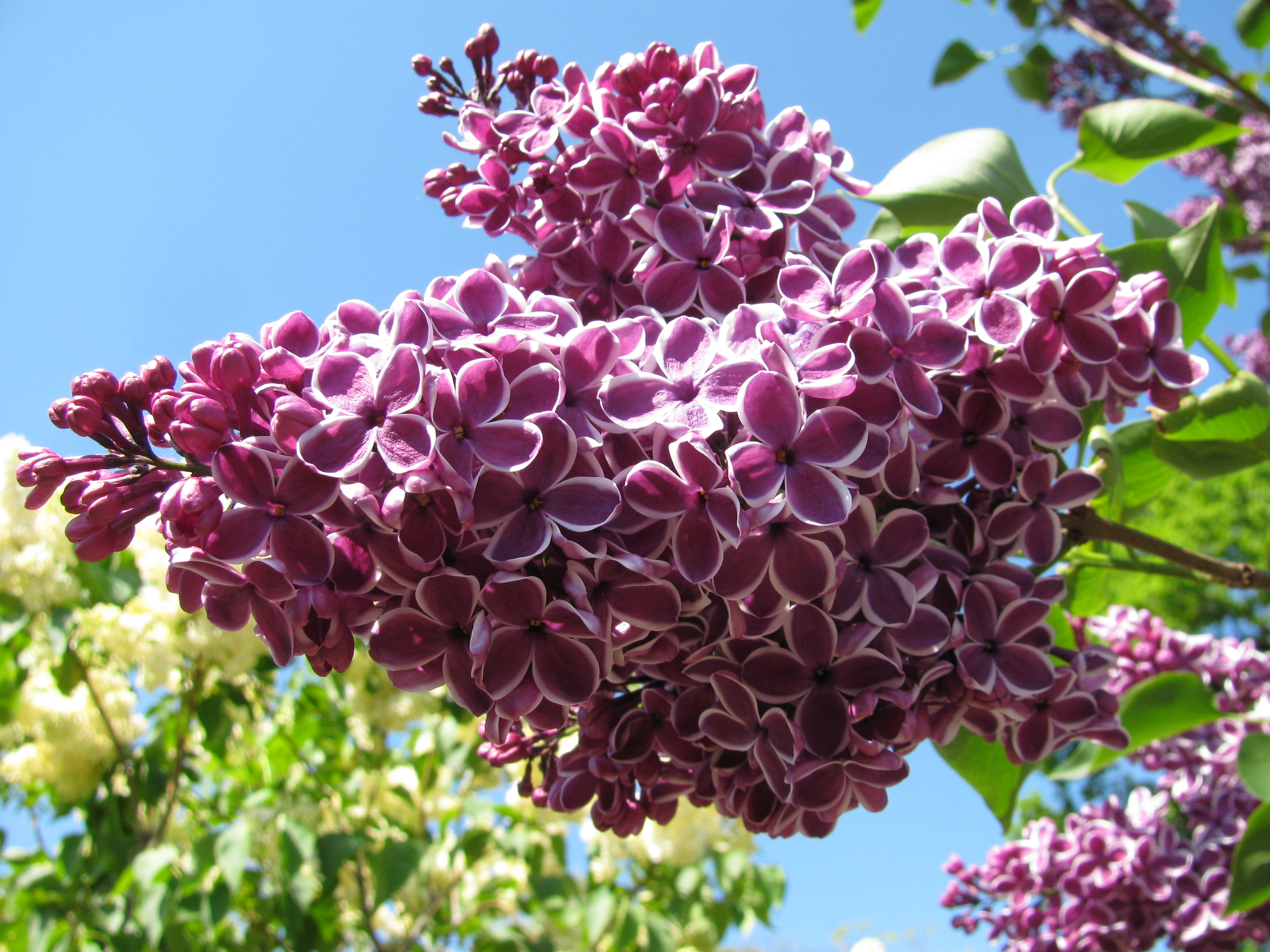
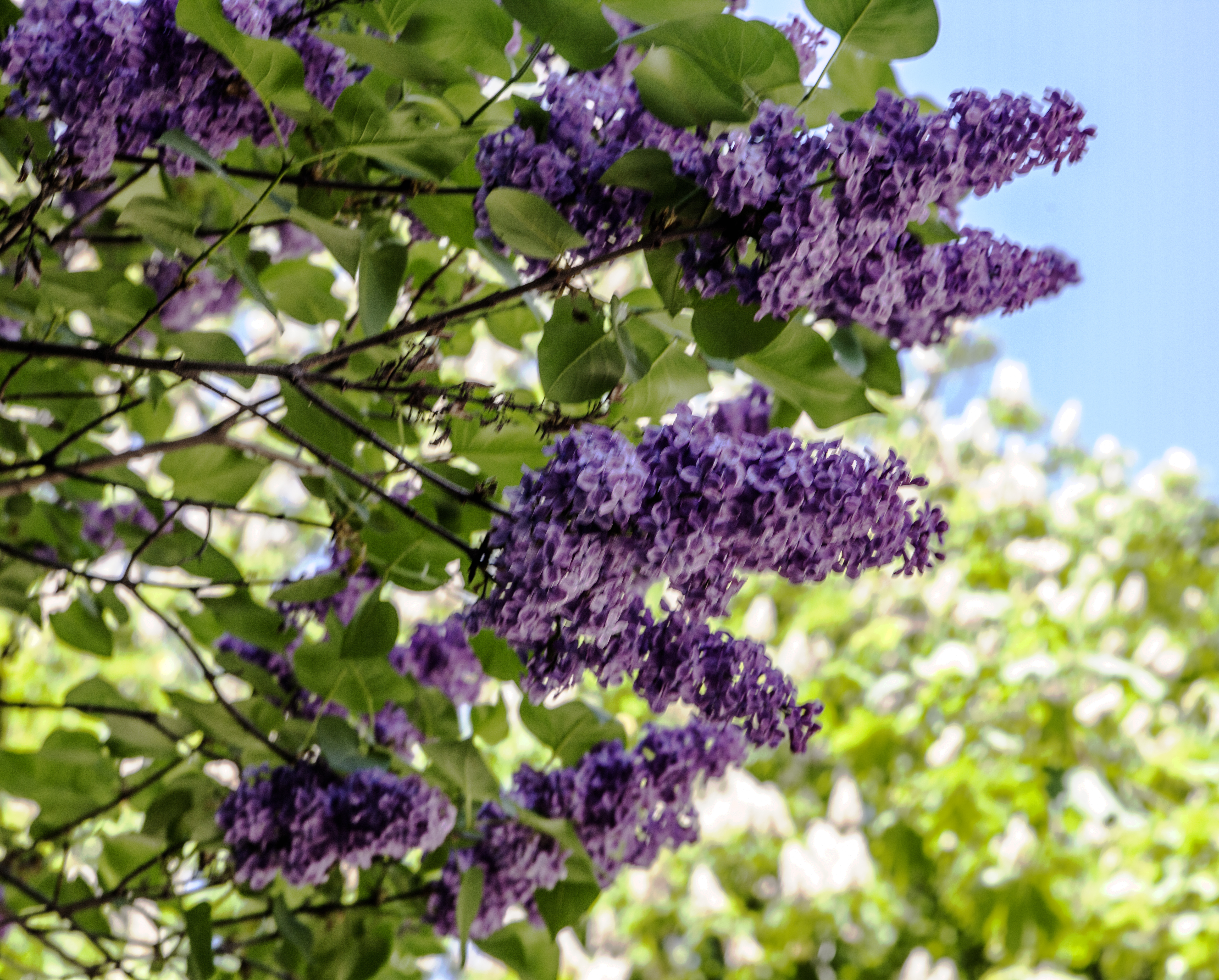
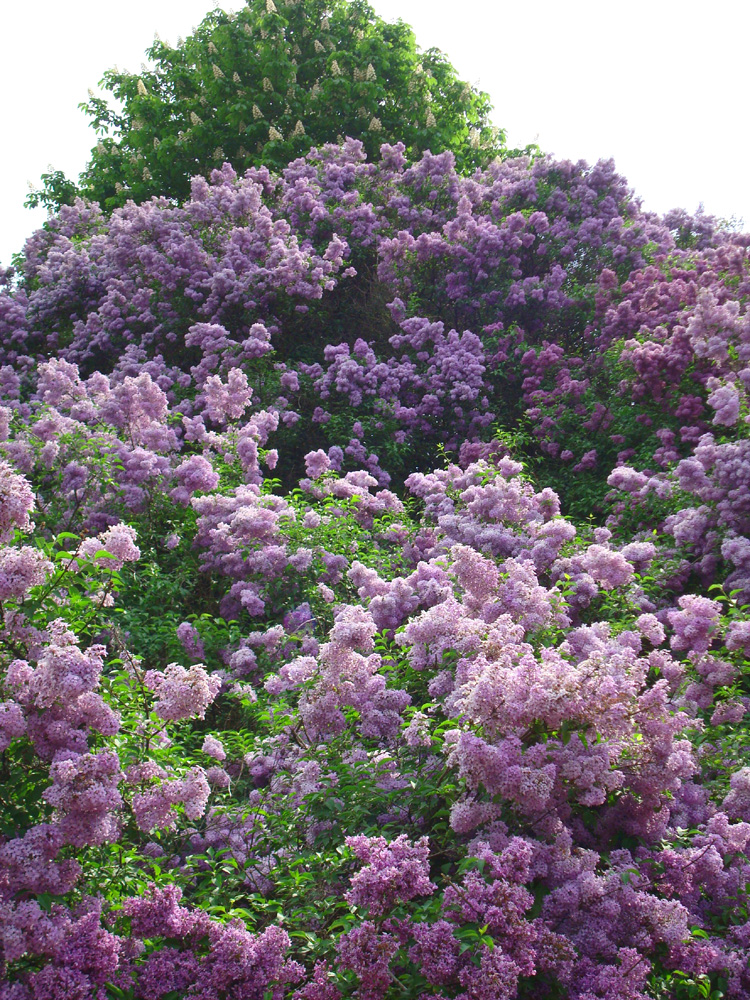
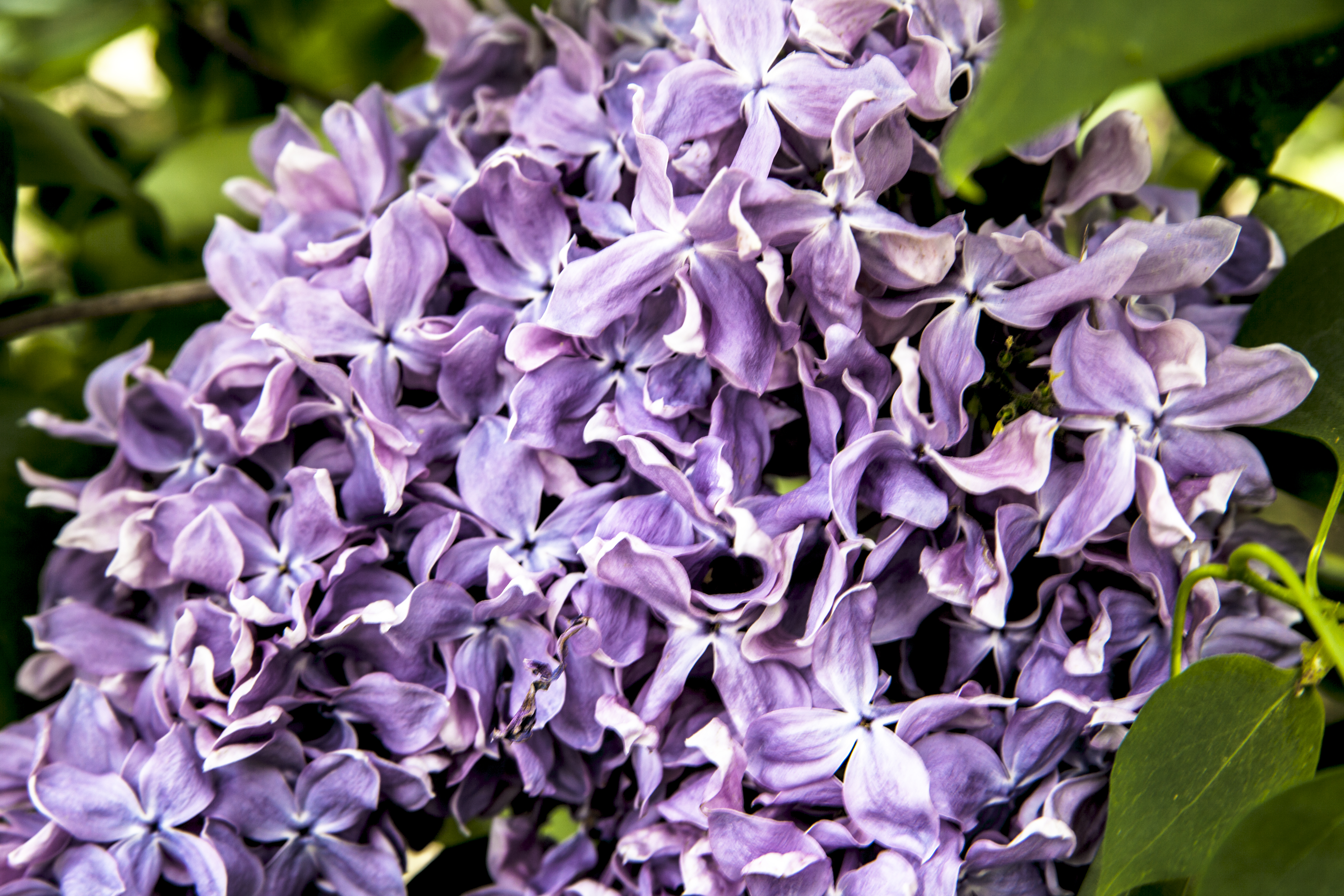

## Культурне та рекреаційне значення
Слава і широка популярність Саду бузків сягнула далеко за межі Києва, України, знайшла своє відображення в багатьох монографіях, наукових працях, довідниках, навчальній літературі, в десятках картин, у масовій художній продукції.
Під час цвітіння бузку у травні Сад щоденно відвідує близько 100 тисяч киян та гостей Києва.